# Pagny-la-Ville
Pagny-la-Ville is een gemeente in het Franse departement Côte-d'Or (regio Bourgogne-Franche-Comté) en telde in 1999: 383 inwoners. De plaats maakt deel uit van het arrondissement Beaune.

## Geografie
De oppervlakte van Pagny-la-Ville bedraagt 6,7 km², de bevolkingsdichtheid is 57,2 inwoners per km². De Saône stroomt door het dorp.
De onderstaande kaart toont de ligging van Pagny-la-Ville met de belangrijkste infrastructuur en aangrenzende gemeenten.

## Demografie
Onderstaande figuur toont het verloop van het inwonertal (bron: INSEE-tellingen).